# Calanque de Port d'Alon

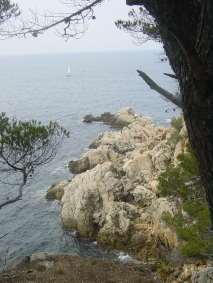
Les rochers en bordure de la calanque

La calanque de Port d'Alon est située au sud de la commune de Saint-Cyr-sur-Mer (Var).
C'est un vallon boisé de pins d'Alep. La calanque est la propriété du Conservatoire du littoral. Son accès est protégé du 1er mai au 30 septembre. Les abords de la calanque, à l'exception de la route d'accès et du sentier littoral, sont des propriétés privées (domaine de Port d'Alon à l'ouest, les Engraviers à l'est).
On y accède :
- en voiture, par un embranchement sur la RD 559 entre Saint-Cyr et Bandol (stationnement payant en été),
- à pied, par le sentier du littoral,
  - depuis la Madrague de Saint-Cyr (environ 3 heures de marche, sentier parfois difficile), néanmoins une partie du chemin du littoral est fermée
  - depuis Bandol (environ 1 heure 30 de marche, sans difficulté).

À l'est, l'anse de La Galère et son rocher, appelé aussi le sous-marin, sont interdits d'accès par arrêté municipal, pour cause de dangerosité du site (chutes de pierres).

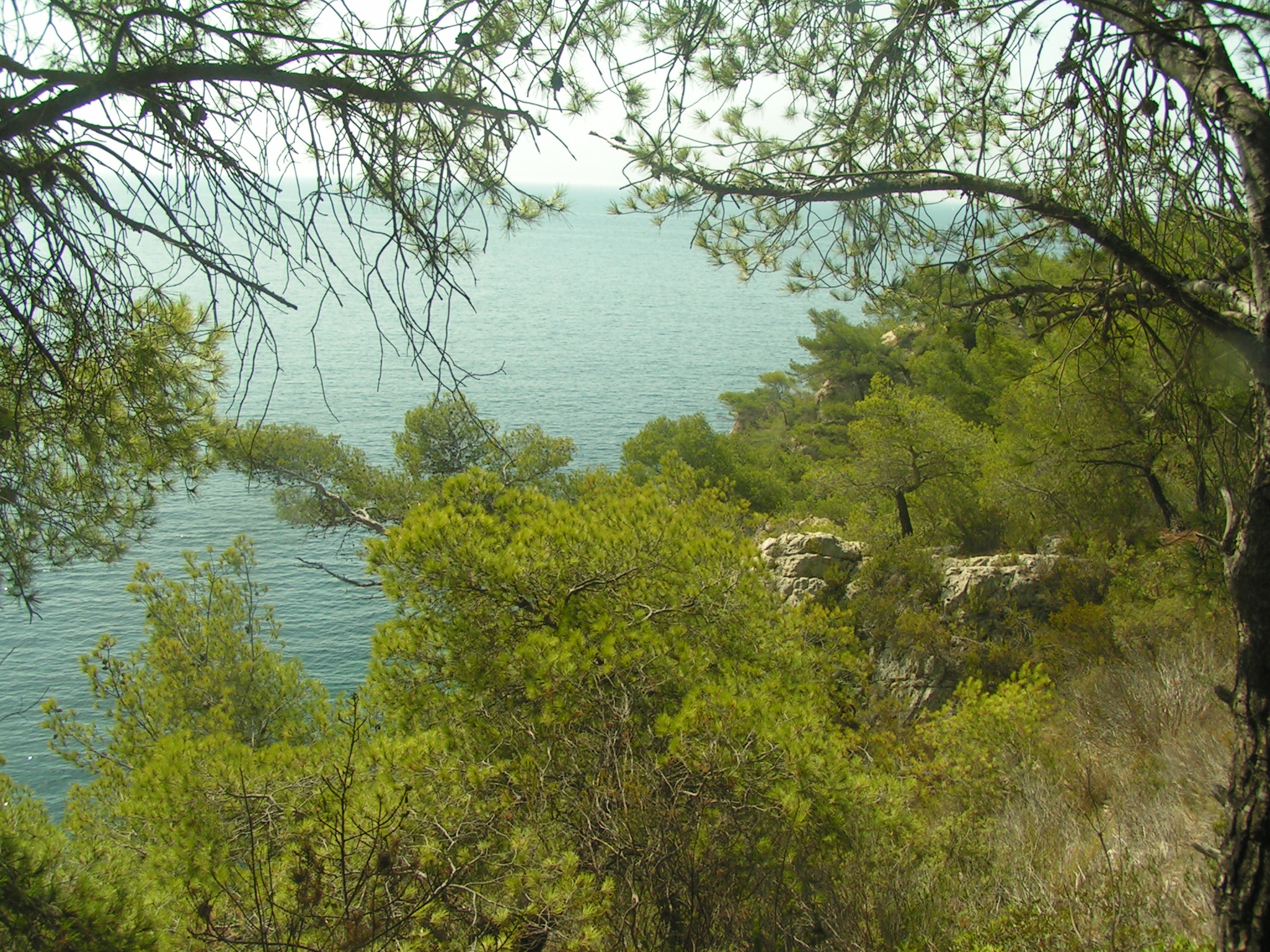
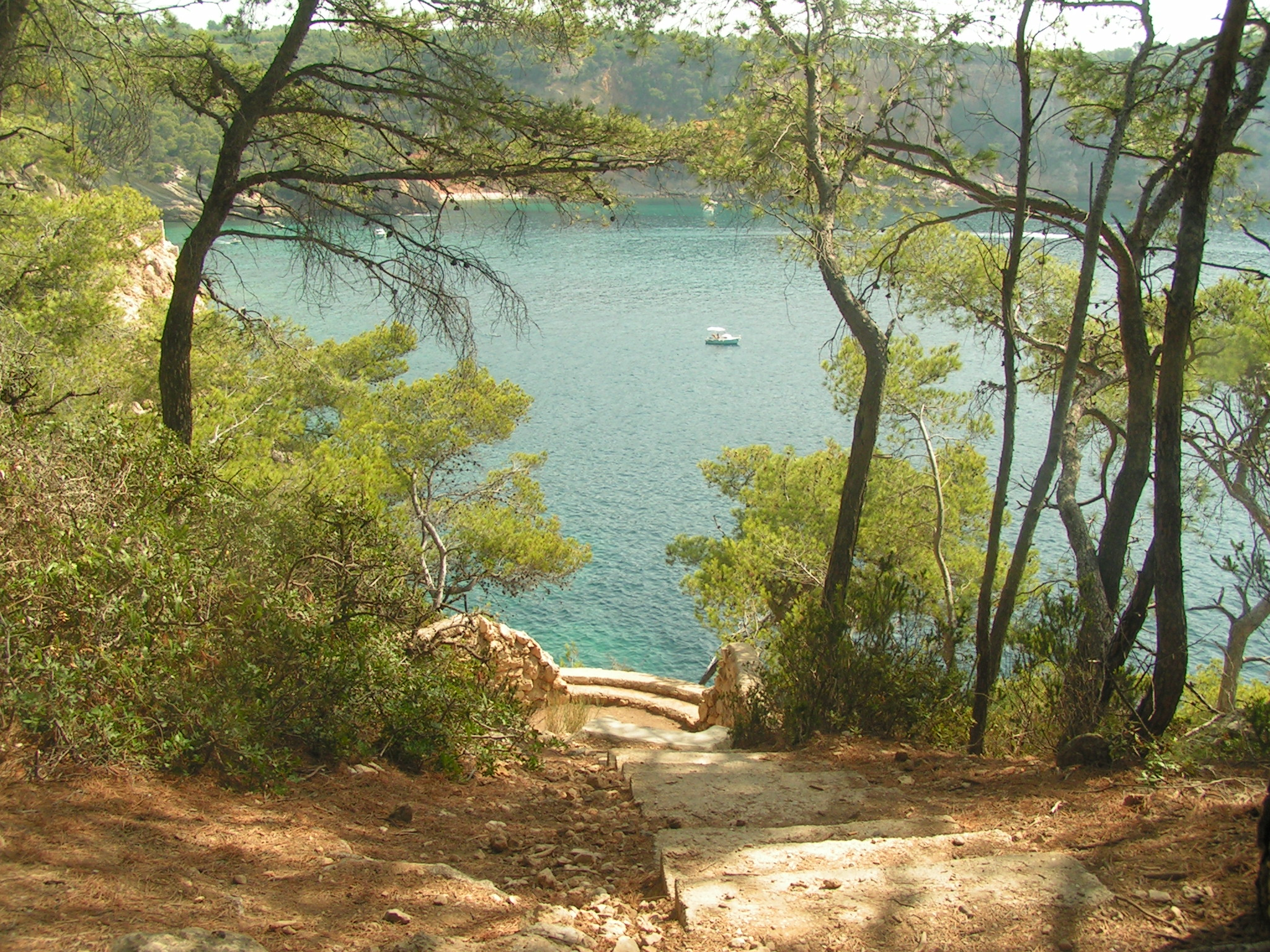
Vues de Port d'Alon
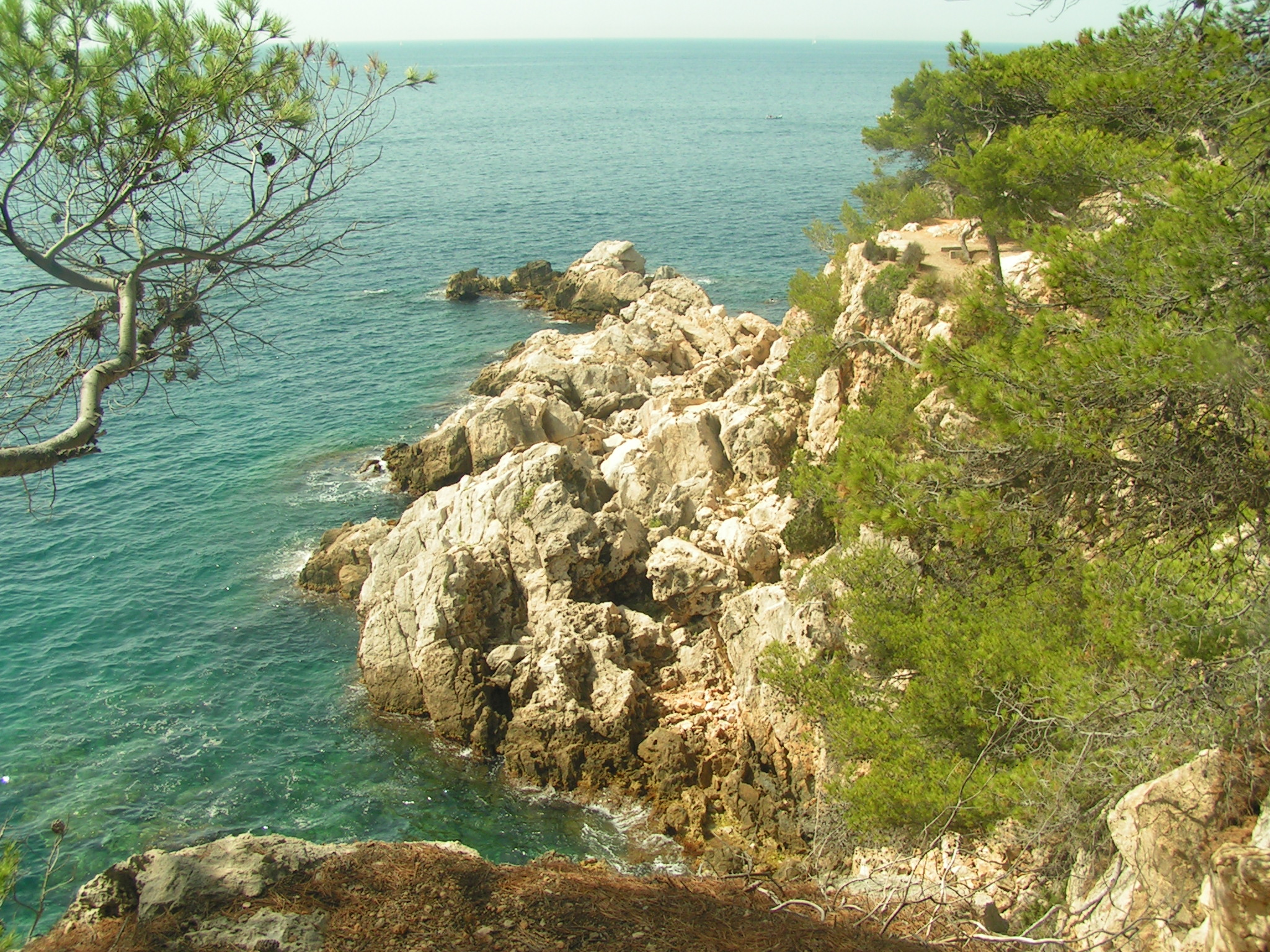
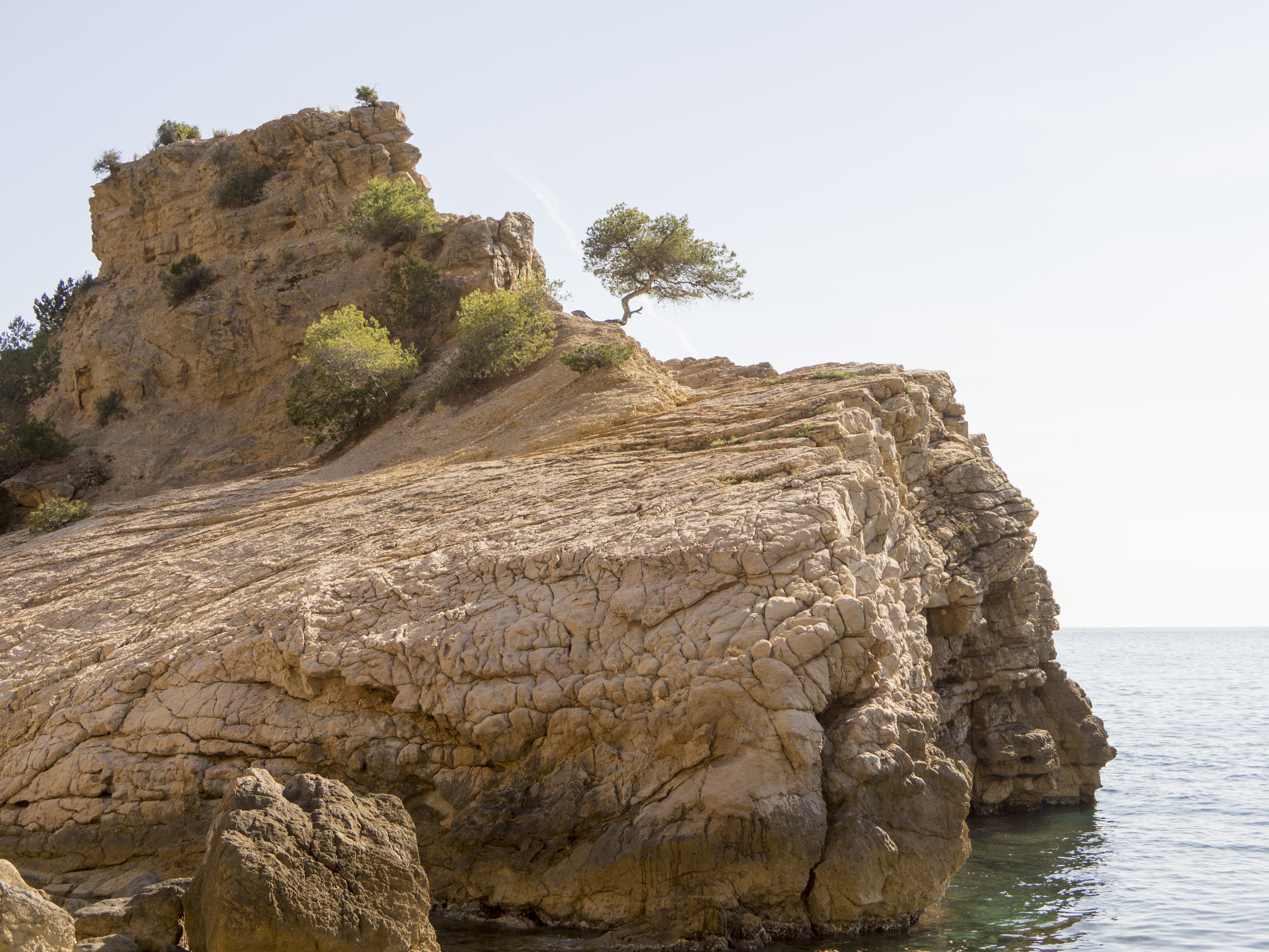
Rocher de la Galère aussi appelé le sous marin

## Étymologie
Certains géographes grecs nommaient Alônis une crique précédée d'un îlot. Le nom Alônis ne signifie rien de particulier en Grec ancien. Son origine est donc probablement phénicienne.
Il n'y a pas d'îlot à l'entrée de la calanque de Port d'Alon. Néanmoins, un haut-fond affleure à environ 60 cm de la surface et semblerait témoigner de la présence de cet îlot, ce qui identifierait la calanque comme celle répertoriée par les marins de l'Antiquité.